# Lipa (gmina w guberni radomskiej)
Lipa (od 1870 Marjampol) – dawna gmina wiejska istniejąca do 1870 roku w guberni radomskiej. Siedzibą władz gminy była Lipa.
Za Królestwa Polskiego gmina Lipa należała do powiatu kozienickiego w guberni radomskiej. 1 stycznia?/13 stycznia 1870 do gminy przyłączono zniesione miasto Głowaczów, odłączono zaś wsie Budy Lipskie, Helenów, Mała Wieś i Lipska Wola do gminy Bobrowniki, po czym gmina została zniesiona przez przemianowanie na gminę Marjampol.